# Lullacry
Lullacry is een Finse metalband. De muziek is het beste te omschrijven als melodische heavy metal met gothic invloeden.

## Bandleden
- Tanja - Zang (sinds 2002)
- Sami Leppikangas - Gitaar
- Sauli Kivilahti - Gitaar
- "Heavy" - Basgitaar (sinds 1998)
- Jukka Outinen - Drums (sinds in 1999)

### Voormalige bandleden
- Tanya - Zang (1998-2002)

## Discografie

### Albums
- Sweet Desire (1999)
- Be My God (2001)
- Crucify My Heart (2003)
- Vol. 4 (2005)
- Where Angels Fear (2012)

### Singles
- Don't Touch the Flame (2003)
- Alright Tonight (2003)
- Fire Within (EP, 2004)
- Stranger in You (2005)